# Данакиль (впадина)
Данакиль (Афар, Даллол) — впадина в северной части Афарской котловины на границе Эфиопии (район Афар) и Эритреи, часть одноимённой пустыни.
Впадина Данакиль является самым жарким местом на Земле, если учитывать температуру не «рекордную высокую», а «среднюю высокую» на протяжении года. К примеру, зимним утром температура воздуха может достигать 37°С. Максимальная температура (не в тени) — 63°С, в течение лета температура никогда не падает ниже 40°С, в течение года — ниже 34°С. Дожди здесь не идут большую часть года.
Американский палеоантрополог Дональд Джохансон и его коллеги, которые в 1974 году обнаружили здесь останки австралопитека афарского по имени Люси, считают впадину Данакиль прародиной гоминидов.
Является одним из самых низких мест на планете: располагается на 125 метров ниже уровня моря и занимает третье место в списке самых низких мест Африки, уступая лишь озеру Ассаль (−153 метра) и впадине Каттара (−133 метра).
На территории впадины находятся спящий вулкан Аялу (2145 метров), дремлющий Даллол (−48 метров), который породил ряд серных источников; и действующий Эртале (613 метров), а также устье реки Аваш, которая в засушливые годы здесь пересыхает и рассыпается на цепь солёных озёр, немного не достигая Индийского океана. Есть единичные полузаброшенные поселения, например, Даллол.
Несмотря на значительную удалённость от цивилизации, отсутствие дорог и аэропортов поблизости, впадина Данакиль является туристической достопримечательностью.

## Галерея

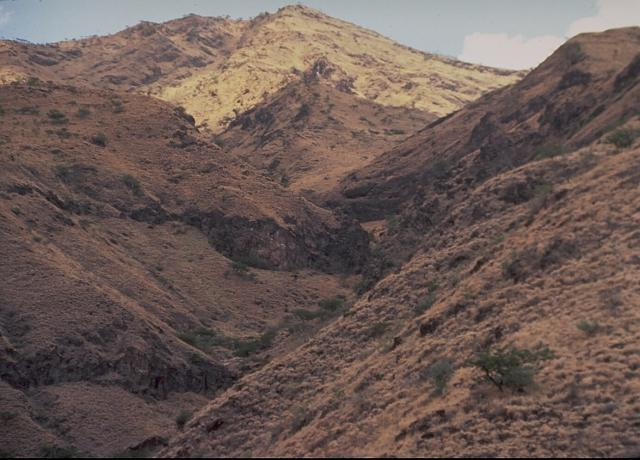
Вулкан Аялу
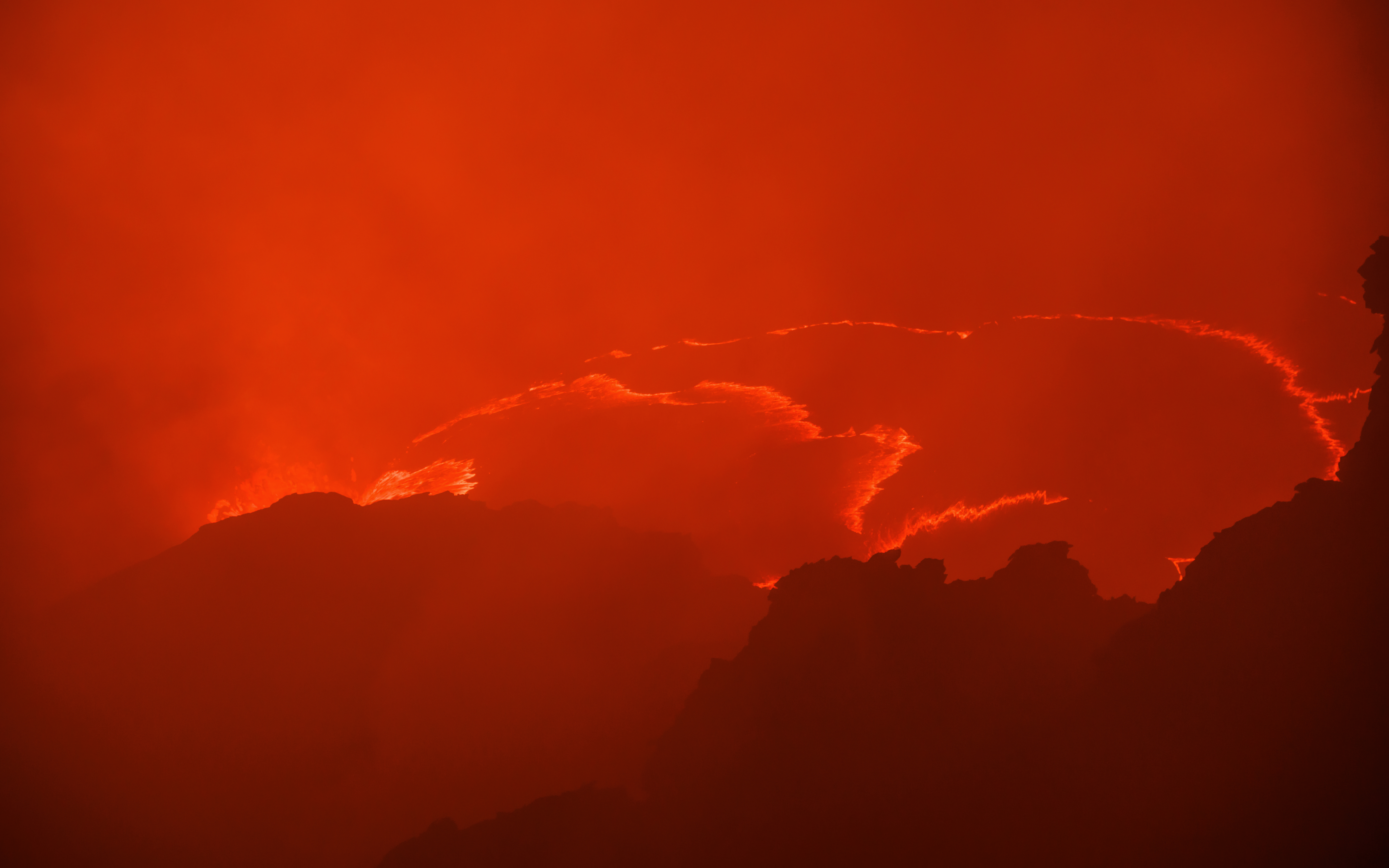
Активность лавового озера вулкана Эртале
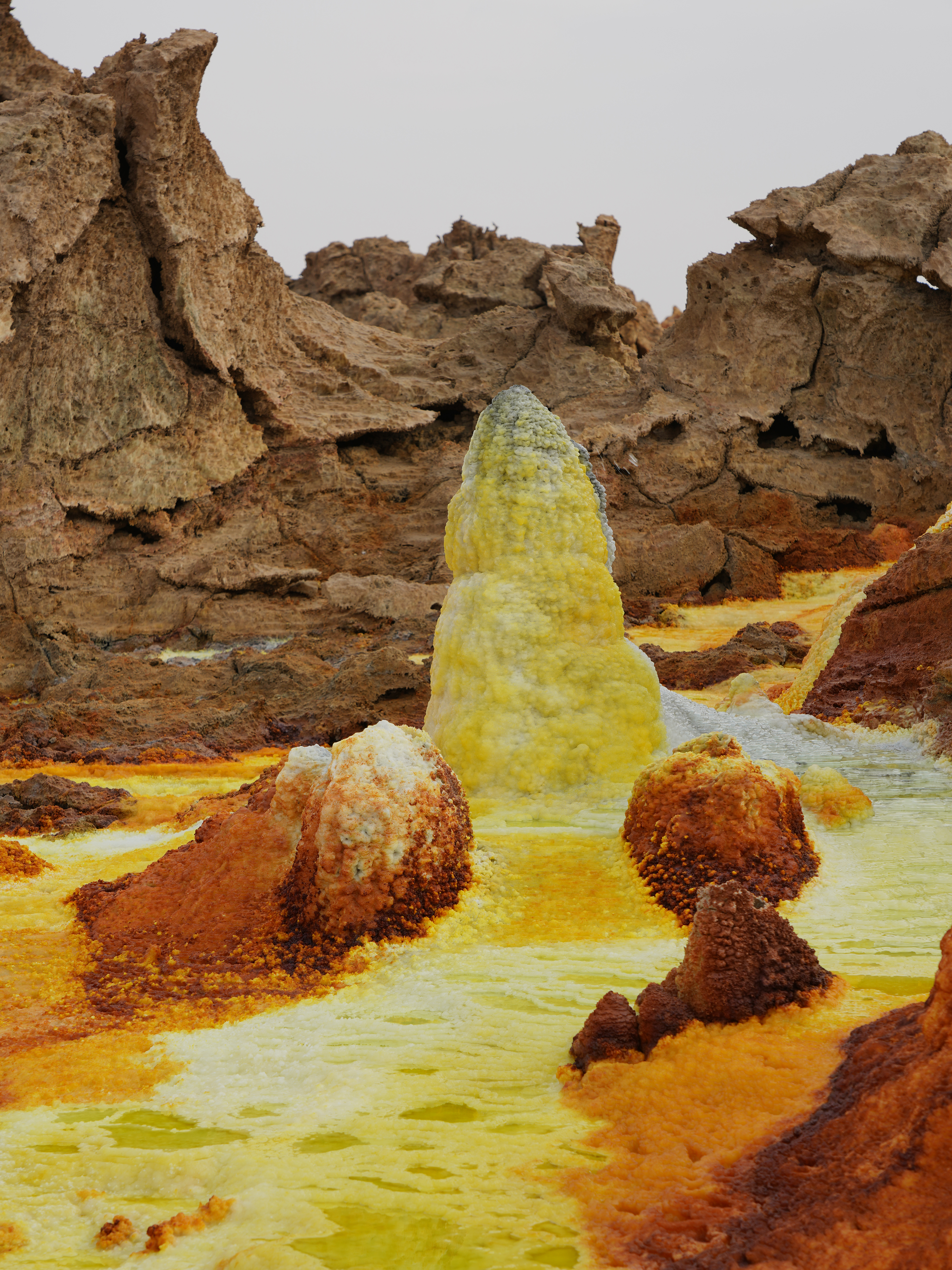
Один из серных источников вулкана Даллол
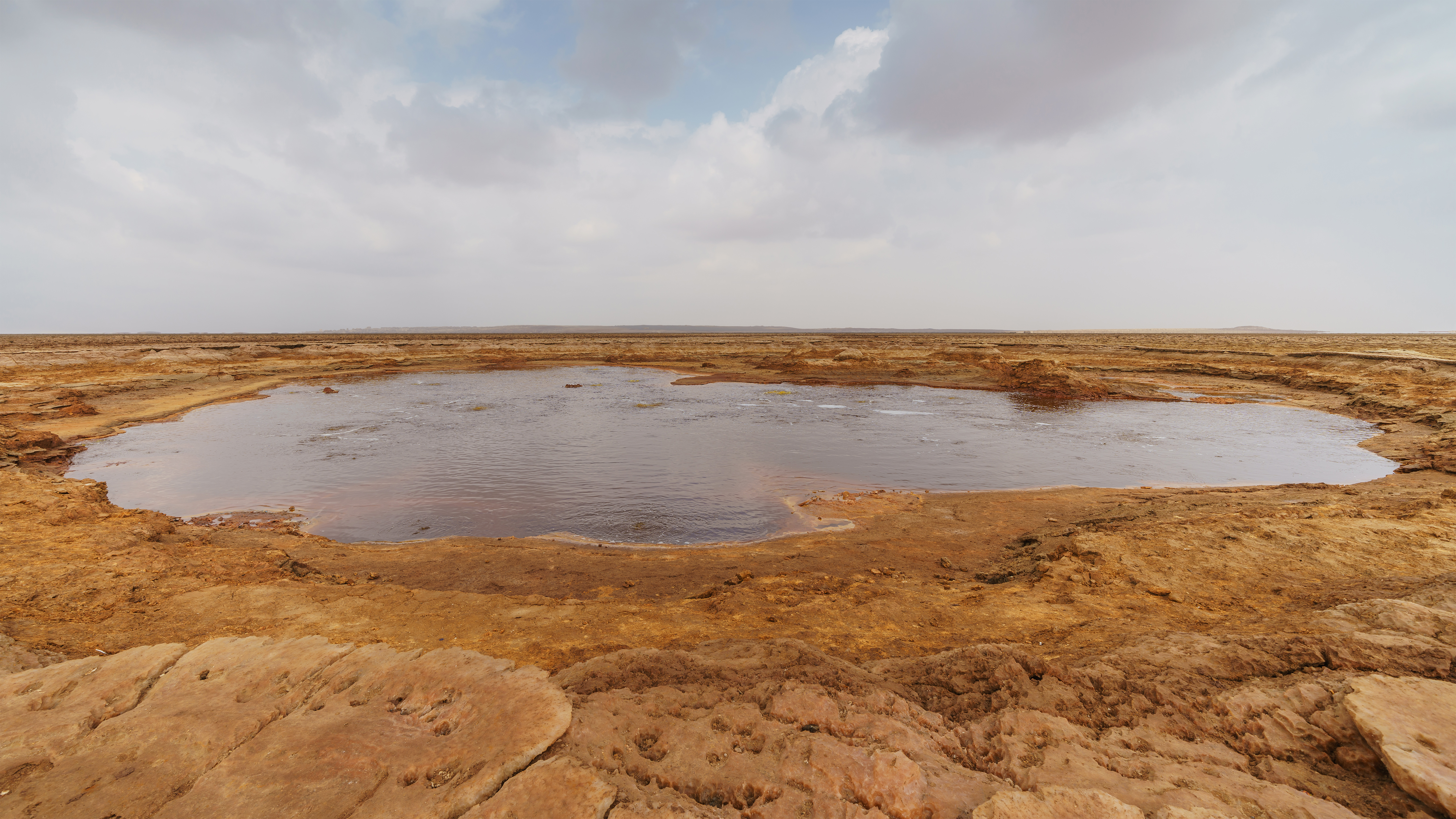
Соляное озеро с гейзерами около вулкана Даллол
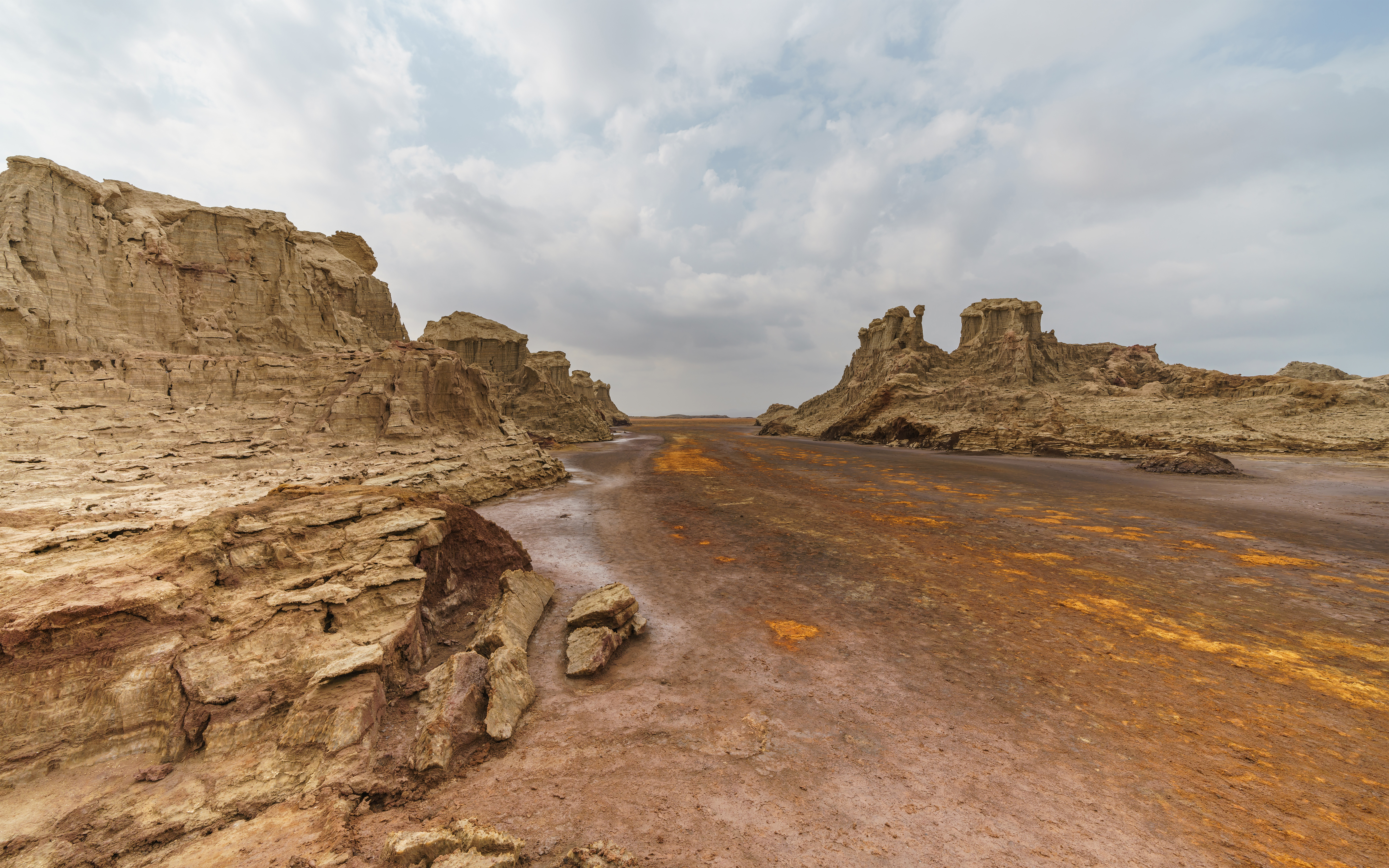
Соляные каньоны